# Live2D
Live2D是一種能做出2D電腦圖形的動畫軟體，生成的人物通常是日系動畫造型。Live2D使得角色能夠使用2.5D的方式來移動，同時以低成本保持原畫的外觀和畫風，無需逐幀製作動畫或3D模型。它可以被認為是動畫的成本和效果的平衡。Live2D由日本程式編寫人員中城哲也發明。
Live2D角色由分成不同的圖層所組成。這些圖層被單獨移動以顯示整個角色的動作和表情，例如傾斜頭部。圖層可以簡單被分開為面部，頭髮和身體，也可以詳細到眉毛，睫毛，甚至如果創作者希望的話，頭髮本身也可以用多個圖層，在移動時，每個圖層飄逸的頭髮都是獨立的，整體看起來會更細緻。層數取決於你希望Live2D角色所呈現的動作。這些圖層被綁定到骨架上，以即時形成一個完整的動畫角色。Live2D可以與即時動作捕捉一起使用，以進行動作追蹤和口型同步，用於即時展現，例如虛擬直播。該技術的缺點是目前官方的設置沒有360°旋轉的功能，對於複雜的圖像或角色進行大角度轉動也很困難。
Live2D已被廣泛用於各種電子遊戲、視覺小說、VTuber頻道和其他媒體，像FaceRig、VTube Studio、碧藍航線、hololive、彩虹社和VShojo等都是使用Live2D的軟體和媒體的著名例子。